# ハミド・スーリヤン

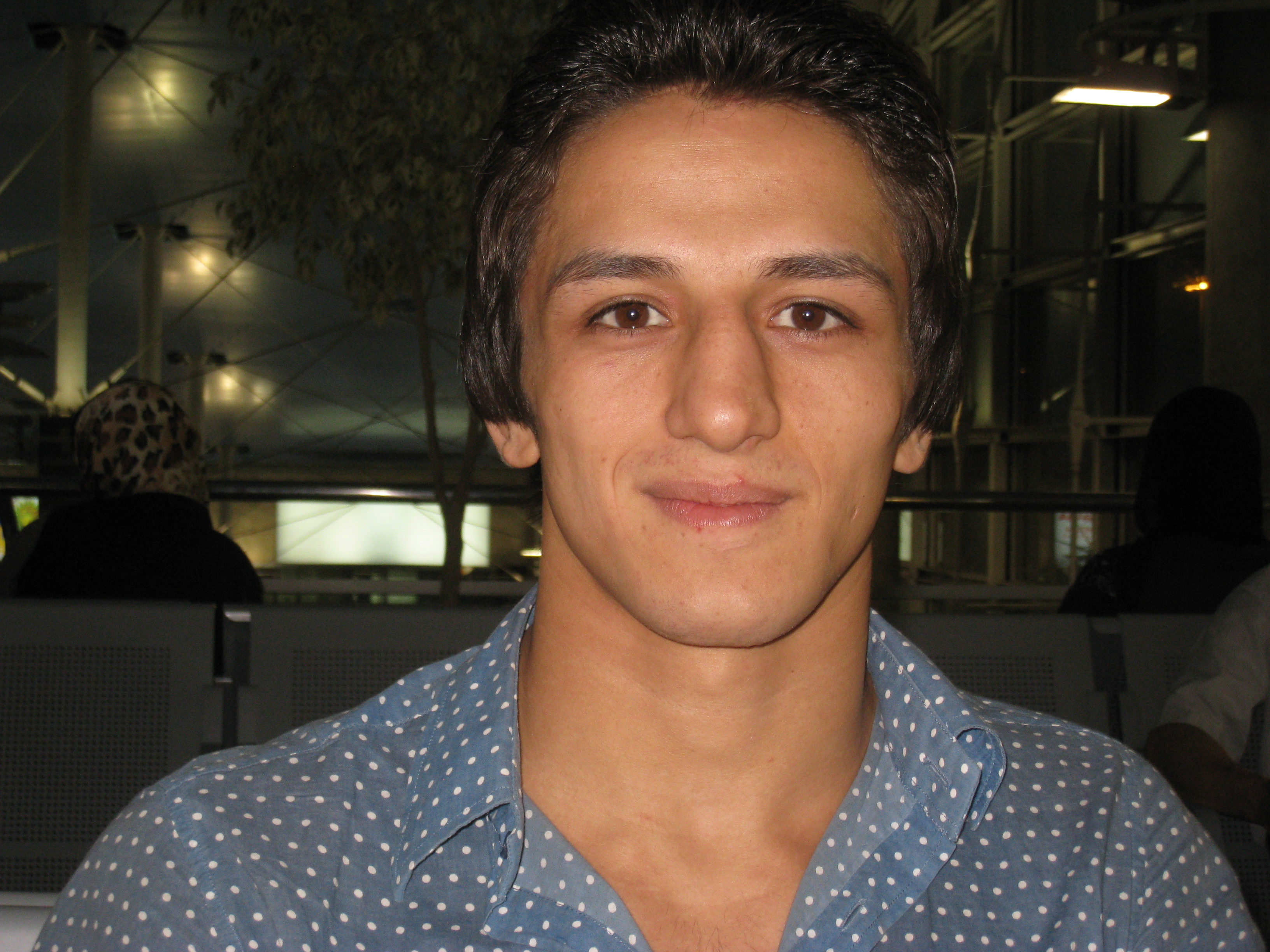
ハミド・スーリヤン

ハミド・スーリヤン・レイハンプール (ペルシア語:  حمید سوریان ریحان‌پور、ローマ字:Hamid Sourian、1985年8月24日 - ) は、イランのレスリング選手。2012年ロンドンオリンピックレスリンググレコローマンスタイル55キロ級の金メダリストである。世界選手権に6度優勝。テヘラン州レイ出身。ソリアンかスーリアンあるいはスーリヤーンと表記されることがある。

## 実績
- オリンピック
  - 2012年ロンドンオリンピック　金メダル
- 世界選手権
  - 優勝　2005年
  - 優勝　2006年
  - 優勝　2007年
  - 優勝　2009年
  - 優勝　2010年
  - 優勝　2014年
- レスリングアジア選手権
  - 1位　2007年
  - 1位　2008年